# Leptodactylodon stevarti
Leptodactylodon stevarti är en groddjursart som beskrevs av Rödel och Pauwels 2003. Leptodactylodon stevarti ingår i släktet Leptodactylodon och familjen Arthroleptidae. IUCN kategoriserar arten globalt som starkt hotad. Inga underarter finns listade i Catalogue of Life.